# St-Pierre-St-Paul (Romazy)

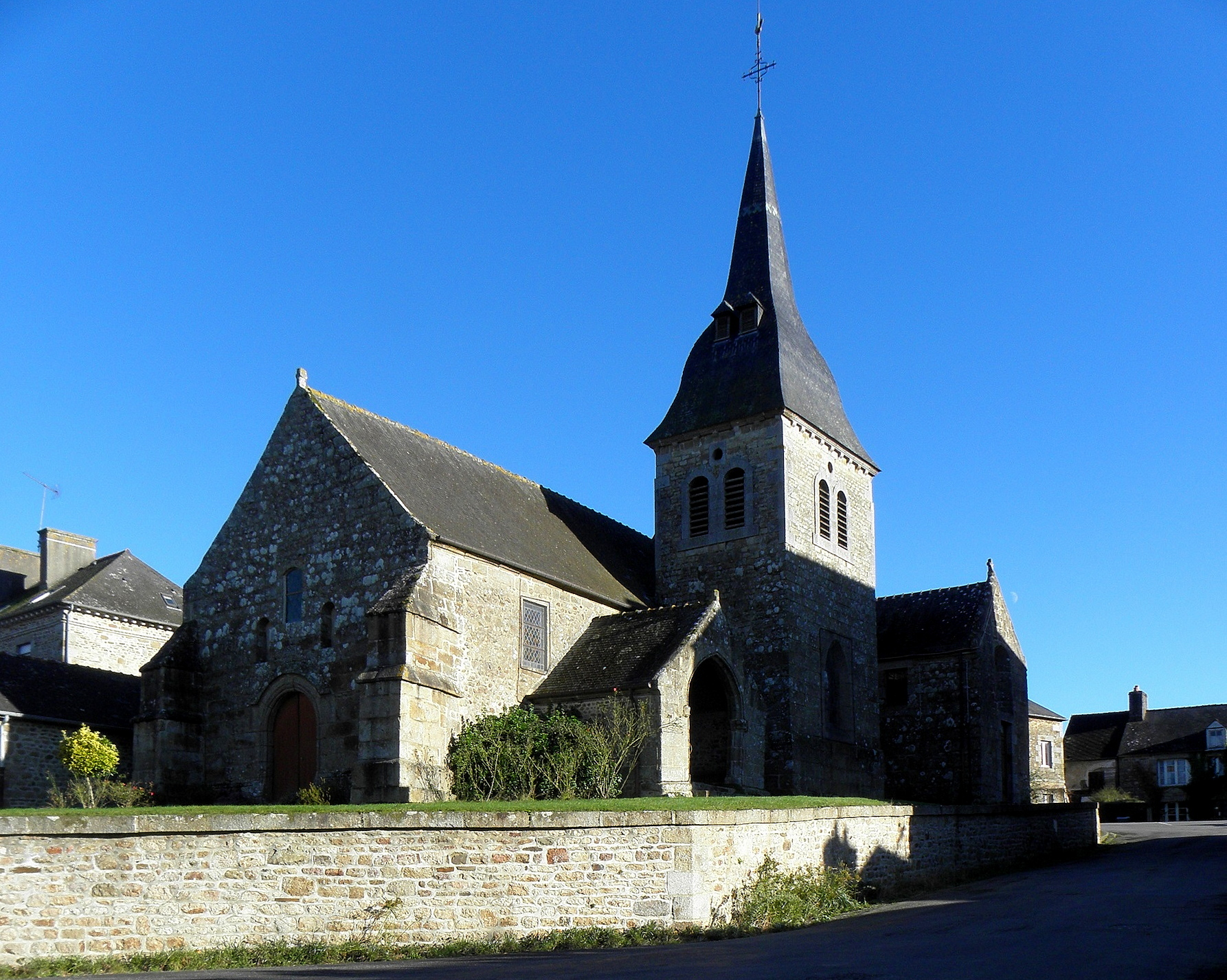
Kirche St-Pierre-St-Paul in Romazy

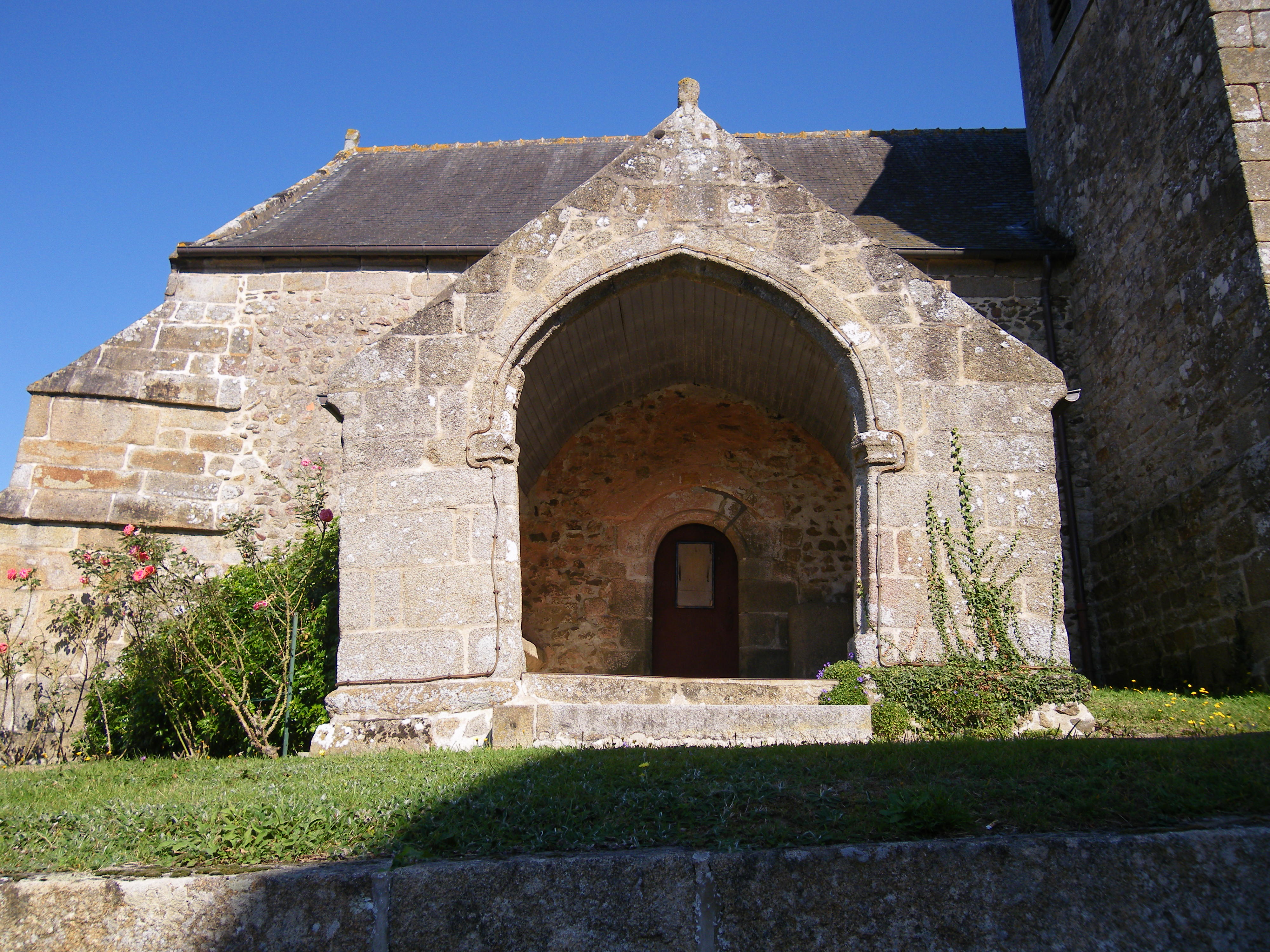
Portal

Die katholische Pfarrkirche St-Pierre-St-Paul in Romazy, einer französischen Gemeinde im Département Ille-et-Vilaine in der Region Bretagne, wurde ursprünglich im 12. Jahrhundert errichtet und ab dem 15. Jahrhundert umgebaut. Die den Aposteln Petrus und Paulus geweihte Kirche wurde für das Priorat, das um 1060 von der Benediktinerabtei Saint-Florent bei Saumur gegründet wurde, erbaut.

## Architektur
Vom romanischen Bau sind große Teile des Kirchenschiffs mit dem Portal, das Chorhaupt und das Querschiff, das den Übergang zum höhergelegenen Chor bildet, erhalten.
Die zweigeschossige Sakristei wurde 1617 angebaut. Im Jahr 1873 wurde der rechteckige Glockenturm umgebaut.